# Aluminato de lantano

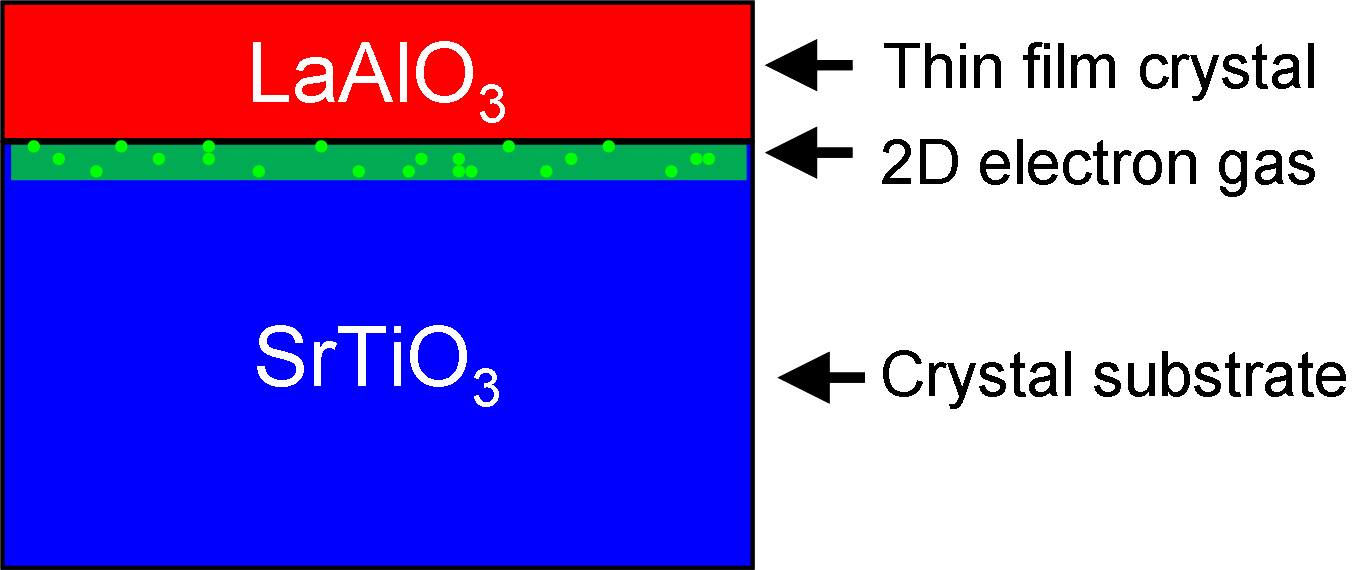
Una sección transversal esquemática del 2DEG formado en las interfaces LAO-STO

El aluminato de lantano es un compuesto inorgánico de fórmula LaAlO3, a menudo abreviado como LAO. Es un óxido cerámico ópticamente transparente con una estructura de perovskita distorsionada.

## Propiedades
El LaAlO3 cristalino tiene una constante dieléctrica relativa relativamente alta de ~25. La estructura cristalina del LAO es una perovskita distorsionada romboédrica con un parámetro de red pseudocúbico de 3,787 angstroms a temperatura ambiente (aunque una fuente afirma que el parámetro de red es de 3,82). Las superficies pulidas de un solo cristal de LAO muestran defectos gemelos visibles a simple vista.

## Usos

### Películas delgadas epitaxiales
Las películas delgadas de LAO cultivadas epitaxialmente pueden servir para diversos fines en heteroestructuras y dispositivos de electrones correlacionados. El LAO se utiliza a veces como aislante epitaxial entre dos capas conductoras. Las películas epitaxiales de LAO pueden crecer por varios métodos, más comúnmente por deposición láser pulsada (PLD) y epitaxia de haz molecular (MBE).

### Interfaces LAO-STO
Artículo principal: Interfaz aluminato de lantano-titanato de estroncio
El uso más importante y común del LAO epitaxial es en la interfaz titanato de lantano aluminato-estroncio. En 2004, se descubrió que cuando 4 o más células unitarias de LAO crecen epitaxialmente sobre titanato de estroncio (SrTiO3, STO), se forma una capa conductora bidimensional en su interfaz . Individualmente, LaAlO3 y SrTiO3 son aislantes no magnéticos, pero las interfaces LaAlO3/SrTiO3 presentan conductividad eléctrica,superconductividad,ferromagnetismo, gran magnetorresistencia negativa en el plano,y fotoconductividad persistente gigante. El estudio de cómo surgen estas propiedades en la interfaz LaAlO3/SrTiO3 es un área de investigación creciente en la física de la materia condensada.

### Sustratos
Los monocristales de aluminato de lantano están disponibles comercialmente como sustrato para el crecimiento epitaxial de perovskitas, y en particular para superconductores de cupratos.

### Películas finas no epitaxiales
Las películas finas de aluminato de lantano se consideraron materiales candidatos para dieléctricos de alta k a principios y mediados de la década de 2000. A pesar de su atractiva constante dieléctrica relativa de ~25, no eran suficientemente estables en contacto con el silicio a las temperaturas pertinentes (~1000 °C).